# Chropyně
Chropyně (niem. Chropin) – miasto w Czechach, w kraju zlinskim, w powiecie Kromieryż. Według danych z 31 grudnia 2003 powierzchnia miasta wynosiła 1 900 ha, a liczba jego mieszkańców 5 172 osób.

## Demografia
| Rok             | 1970  | 1980  | 1991  | 2001  | 2003  |
| --------------- | ----- | ----- | ----- | ----- | ----- |
| Liczba ludności | 3 462 | 5 021 | 5 388 | 5 256 | 5 172 |

Źródło: Czeski Urząd Statystyczny